# 썸머 오브 샘
《썸머 오브 샘》(영어: Summer of Sam)은 미국에서 제작된 스파이크 리 감독의 1999년 범죄 스릴러 영화이다. 존 레귀자모, 에이드리언 브로디, 미라 소비노 등이 출연하였고, 존 킬릭 등이 제작에 참여하였다. 주요 소재인 데이비드 버코위츠 연쇄 살인 외에도 1977년 뉴욕 정전, 뉴욕 양키스 1977년 월드 시리즈 우승 등 동시기 실제 사건들이 함께 묘사된다.

## 줄거리
1977년 여름 뉴욕. 미쳐 가던 데이비드 버코위츠는 이웃 샘 카가 키우는 검은색 래브라도 리트리버 하비가 자신에게 살해를 지시하는 환각을 겪는다. 이후 데이비드는 젊은 여성, 그리고 동행한 남성을 골라 살해하며 “44 구경 살인마”로 불리게 된다. 데이비드는 살해 현장에 남긴 쪽지에서 “샘의 아들”(Son of Sam)로 자칭한다.
브롱크스 이탈리아계 미용사 비니는 보수적인 미인 아내 디오나와 디스코를 추려고 나이트클럽을 찾았다가 디오나의 매력적인 사촌 키아라와 마주친다. 비니는 키아라를 먼저 집에 데려다 주던 중 주민 거주 지역에 차를 세우고 차 안에서 키아라와 거친 성관계를 갖는다. 이들을 샘의 아들이 조용히 지켜본다.
그러나 이들을 발견한 다른 남녀가 뒤에 차를 댄 뒤 경적을 울리고 불을 깜빡이며 야유하자 비니와 키아라는 급히 자리를 뜬다. 샘의 아들은 남은 커플을 살해한다. 돌아온 비니의 얼굴에서 질액 냄새를 맡은 디오나는 비니가 키아라와 성관계를 가졌다는 걸 깨닫고 큰 충격을 받지만 아무 말도 하지 않는다. 비니는 디오나와 집에 돌아가는 길에 살해된 연인들 시체를 보고 구역질을 한다.
다음 날 한동안 동네를 떴던 비니의 친구 리치가 펑크 패션으로 돌아온 뒤 게이들 상대로 야한 춤을 춰서 돈을 벌기 시작한다. 지역 마약상 조이 T와 그 무리는 리치를 괴짜라고 부르며 싫어한다. 한편 비니는 신이 자신을 죽게 내버려두지 않은 건 새 삶을 살라는 계시라며 앞으로 착실하게 살겠다고 디오나에게 약속한다. 하지만 실제로는 직장인 미용실의 주인인 글로리아와 불륜을 계속한다.
리치는 여자친구 루비와 꾸려 나가는 펑크 밴드가 클럽 CBGB에서 공연하게 되자 비니와 디오나를 초대한다. 그러나 디오나는 클럽 앞에 모인 펑크족들을 보고 두려워하고, 비니는 다른 클럽을 찾다가 디오나를 데리고 섹스 클럽인 플레이토스 리트리트(Plato's Retreat)에 가게 된다. 그동안 비니를 만족시킬 방법을 고민해 온 디오나는 약을 한 상태에서 비니가 이끄는 대로 집단 난교에 참여한다.
그러나 모순되게도, 다른 남성들과의 관계에서도 즐거움을 느끼는 디오나를 본 비니는 질투심에 차서 심한 말로 디오나를 비난하다가 얼굴에 침을 뱉는다. 분노한 디오나는 비니가 사촌 키아라와 성관계를 가진 걸 알고 있다고 밝힌다. 스트레스를 받은 비니는 술과 약에 취해 미용실에서 난동을 부리고 글로리아를 모욕한다. 글로리아는 보복으로 디오나에게 둘의 불륜 사실을 털어놓는다. 디오나는 이혼에 들어간다.
샘의 아들을 잡으려고 혈안이 된 조이 T는 리치가 동네에서 유일하게 신뢰하는 친구인 비니에게 접근한다. 조이 T는 리치가 여자친구 루비와 성관계를 촬영해 상영하고 있는데 이는 정상이 아니며, 최근 경찰이 발표한 샘의 아들 스케치가 리치와 꼭 닮았다고 말한다. 약에 취한 비니는 조이 T가 시키는 대로 리치를 불러낸다. 그러나 조이 T 무리가 한참 리치를 폭행하는 중에 리치의 새아버지 에디가 총을 들고 나타나 위협하며 진범을 붙잡았다는 뉴스가 나왔다는 걸 알려준다.
조이 T 무리는 물러서고, 비니는 수치심을 느끼며 걸어 나간다.

## 출연진
- 존 레귀자모 - 비니 역
- 에이드리언 브로디 - 리치 트랭갈리 역
- 미라 소비노 - 디오나 역
- 제니퍼 에스포지토 - 루비 역
- 마이클 리스폴리 - 조이 T 역
- 비비 뉴워스 - 글로리아 역
- 패티 루폰 - 헬렌 역
- 마이크 스타 - 에디 역
- 앤서니 러팔리아 - 루 페트로셀리 형사 역
- 로저 갠베어 스미스 - 커트 애트워터 형사 역
- 벤 거자라 - 루이지 역
- 아서 J. 내스커렐라 - 마리오 역
- 존 새비지 - 사이먼 역
- 마이클 배덜루코 - 데이비드 버코위츠 역
- 스파이크 리 - 존 제프리스 역
- 마이클 임피리올리 - 미드나이트 역
- 존 터투로 - 개 하비 목소리 역
- 킴 디렉터 - 디 역
- 피터 멀로니 - 티머시 다우드 형사 역
- 즈와 리 - 인터뷰하는 여성 역
- 필 리주토 - 본인 역
- 레지 잭슨 - 본인 역

## 기타 제작진
- 배역: 에이샤 콜리
- 미술: 터리스 디프레이
- 의상: 루스 E. 카터
- 음악 감독: 앨릭스 스타이어마크